# Тайная жизнь сатаниста
«Та́йная жизнь сатани́ста» (англ. The Secret Life of a Satanist) — авторизованная биография основателя Церкви Сатаны Антона Шандора Лавея, написанная его супругой Бланш Бартон, бывшей верховной жрицей организации. Книга была впервые выпущена издательством Feral House в 1990 году. В России книга впервые выпущена в 2004 году издательством Ультра.Культура, а впоследствии переиздана в 2006 году. По мнению специалистов, книга является наиболее хорошо известным отчётом о жизни Лавея, хотя ряд исследователей ставит её достоверность под сомнение, а дочь Лавея называла её «собранием выдумок» (англ. catalogue of lies).

## Посвящение и благодарность
Эта книга посвящается Антону Шандору Лавею — строгому критику, требовательному учителю и человеку, который до самой моей смерти останется для меня волнующей тайной.

Тысячи благодарностей Бертону Вулфу, первопроходцу, за книгу «Мстящий дьявол». Ещё я хотела бы поблагодарить Билла Денсли и Велору Маккензи за то, что они поддерживали и поощряли как этот проект, так и многие предшествующие. Они всегда верили в меня.

## Содержание
Содержание книги разделено на пять частей, разделённых, в свою очередь, на 20 глав. Пятая часть книги является приложением, содержащим основные концепции и программы философии сатанизма. В начале книги предлагается небольшое вступление, озаглавленное Каков сей человек?. В преддверии многих глав книги читателю предлагаются различного рода цитаты как известных писателей и философов (в том числе самого Лавея), так и персонажей художественных произведений, журналистов и музыкантов. (Такие цитаты отсутствуют в главах № 1, 2, 4, 5, 7, 8, 10, 11 и 15.)
Вступление
- Каков сей человек?

Часть I. Предыстория
- Глава 1. Сатанистами рождаются, а не становятся
- Глава 2. Никогда не помогай лилипуту тащить слоновью лохань
- Глава 3. «Мистер, я был создан для этого»
- Глава 4. Ночи с Мэрилин Монро
- Глава 5. Твари, что крадутся в ночи
- Глава 6. Вальпургиева ночь, 1966

Часть II. Церковь Сатаны
- Глава 7. Двор красного короля
- Глава 8. Дьявол и святая Джейн
- Глава 9. Адвокат дьявола

Часть III. Дьявольское знание
- Глава 10. Жизнь на краю мира
- Глава 11. Музыка как некромантия
- Глава 12. Ад на бобинах
- Глава 13. Углы безумия
- Глава 14. Ведьминский шабаш
- Глава 15. Мазохистская Америка
- Глава 16. Гуманоиды грядут !
- Глава 17. Проклятия и совпадения

Часть IV. Современный сатанизм
- Глава 18. Вторая волна сатанизма
- Глава 19. Невидимая революция
- Глава 20. Самый злой человек во Вселенной

Часть V. Приложения
- Словарь терминов Лавея
- Девять положений сатанизма
- Одиннадцать сатанинских правил на Земле
- Девять сатанинских грехов
- Церковь Сатаны, глашатай космической радости
- Как стать оборотнем: Основы ликантропического метаморфоза (принципы и их применение)
- Пентагональный ревизионизм: Программа из пяти пунктов
- Гимн сатанинской империи, или Боевой гимн Апокалипсиса

## Издания
- Бланш Бартон. Тайная жизнь сатаниста. Авторизованная биография Антона Лавея. — Ультра. Культура, 2004. — 400 p. — 3000 экз. — ISBN 5-98042-046-0.
- Бланш Бартон. Тайная жизнь сатаниста. Авторизованная биография Антона Лавея. — Ультра. Культура, 2006. — 416 p. — 1500 экз. — ISBN 5-9681-0081-8.